# Estación La Unión (Chile)
La Unión es una estación que está ubicada en la comuna chilena de La Unión, región de Los Ríos, y que fue construida con el Ferrocarril Valdivia a Osorno, e integrado luego al Ferrocarril Central. Fue cabecera del ramal Ramal Cocule-Lago Ranco. Es parte de la Red Sur de la Empresa de los Ferrocarriles del Estado.

## Historia
La estación es inaugurada junto con el tramo entre las estaciones de Pichi-Ropulli y la Antigua estación de Osorno en 1896.
El 20 de noviembre de 1923 se construye el vallado del recinto de la estación. El actual edificio de la estación fue construido en 1940, siendo edificado en un estilo neoclásico utilizando concreto.
La estación operó hasta 1996 el servicio Rápido de Los Lagos, además de ser utilizada para la operación de los trenes cargueros por la empresa FEPASA.  
La estación fue remodelada en 2004 debido a la entrada en funcionamiento del Servicio Regional Temuco-Puerto Montt que es inaugurado el 6 de diciembre de 2005 con dos frecuencias diarias por sentido.
El 6 de enero de 2006 comenzó el servicio  reorganizado con dos frecuencias diarias por sentido entre la estación Temuco y la estación Puerto Montt, donde se inicia la venta con asientos numerados a través del sistema SIRE. El 27 de marzo, se extiende el servicio hasta Victoria. Desde el 2 de octubre de 2006 el servicio cuenta con una frecuencia por sentido.
En 2014 se presentó un proyecto de un servicio que buscaba conectar esta estación con estación La Paloma en Puerto Montt. El proyecto nunca se concretó.
Actualmente no existen servicios que se detengan en la estación.
Con el inicio de las obras de apertura del tren Llanquihue-Puerto Montt, en febrero de 2024 se mencionó que la seremi de Transporte y Telecomunicaciones de la región de Los Lagos está trabajando en un estudio para justificar la conexión entre esta estación con Puerto Montt.